# Rasjid Siunjajev
Rasjid Alijevitj Siunjajev (ryska: Рашид Алиевич Сюняев, tatariska: Рәшит Гали улы Сөнәев: Räsjit Gali uly Sönäjev), född 1 mars 1943 i Tasjkent i (Uzbekiska SSR i Sovjetunionen (nu Uzbekistan), är en rysk astrofysiker. Siunjajev arbetade inom flera områden av kosmologi, högenergiastrofysik och röntgenastronomi och har studerat de mest extrema processerna i universum. Han utvecklade teoretiska modeller om hur svarta hål drar till sig materia och ursprunget till den kosmiska bakgrundsstrålningens struktur.

## Biografi
Siunjajev, som har tatariska rötter, studerade vid Moskvas fysikaliskt-tekniska institut och var doktorand hos Jakov Zeldovitj. År 1968 promoverades han vid det statliga Moskvauniversitetet. Från 1974 till 1982 ledde Siunjajev arbetet på den Sovjetiska vetenskapsakademins institut för teoretisk astrofysik och rymdforskning (IKI).
Mellan 1982 och 2002 inrättade han där en avdelning för högenergiastrofysik. Sedan 1995 är han även direktör för Max-Planck-Institut für Astrophysik i Garching nära München. Siunjajev var projektledare för flera satellitobservatorier inom röntgen- och gammaastronomi. Hans grupp förbereder för närvarande Spectrum-X-Gamma International Astrophysical Project och i Garching arbetar han på två experiment till ESAs i maj 2009 uppsända Planckteleskopet.

## Livsverk
Siunjajevs arbete med den kosmiska bakgrundsstrålningen har inspirerat mätningar som ger oss nycklar till universums påstådda skapelse och struktur. Tillsammans med Jakov Zeldovitj beskrev han Siunjajev-Zeldovitj-effekten, som den kosmiska bakgrundsstrålningens förändring vid passage genom den heta gasen i en galaxhop.
Siunjajevs beskrivning av hur materia som dras mot ett svart hål bildar en tunn, snabbt roterande skiva är väsentlig, om vi ska kunna förstå hur sådana kompakta objekt kan vara de kraftigaste strålkällorna i universum. Dessa arbeten med Nikolaj Sjakura över ackretionsskivors struktur var ett viktigt steg i förståelsen av materieinströmning till stellära svarta hål i röntgendubbelstjärnor och på svarta hål i aktiva galaxkärnor, och är ett av den moderna astrofysikens mest citerade arbeten.
Siunjajevs vetenskapliga publicering har (2020) enligt Google Scholar över 100 000 citeringar och ett h-index på 119.

## Utmärkelser
Asteroiden 11759 Sunyaev är uppkallad efter honom.
- Bruno Rossi-priset,  1988
- Royal Astronomical Societys guldmedalj,  1995
- Ryska federationens statspris för vetenskap och teknik,  2000[10]
- Brucemedaljen,  2000[11]
- Dannie Heineman-priset i astrofysik,  2003[12]
- Gruber-priset i kosmologi,  2003[13]
- Karl G. Jansky Lectureship,  2005
- Crafoordpriset,  2008
- Crafoordpriset i astronomi,  2008[14]
- Karl Schwarzschild-medaljen,  2008[15]
- Henry Norris Russell-lektorat,  2008
- Kung Faisals internationella pris i vetenskap, med  Richard Friend,  2009[16]
- Förtjänstkors med band av Förbundsrepubliken Tysklands förtjänstorden,  2010
- Kyotopriset i grundforskning,  2011[17]
- Benjamin Franklin-medaljen,  2012
- Republiken Tatarstans förtjänstorden,  2013
- Named prizes and medals of the Russian Academy of Sciences,  2015
- Oskar Klein-medaljen,  2015[18]
- Eddingtonmedaljen,  2015
- Ryska federationens statspris för vetenskap och teknik,  2016[19]
- Clarivate Citation Laureates,  2017[20]
- Dirac-medaljen (ICTP),  2019[21]
- Medalj för Fäderneslandets förtjänstorden, 2:a graden,  2021
- Max Planck-medaljen,  2023
- Ryska federationens statspris
- Gruber Prizes
- Kyotopriset

[Redigera Wikidata]